# Кренхолмска мануфактура
Кренхолмска мануфактура (ест. Kreenholmi Manufaktuur; рус. Кренгольмская мануфактура) је била компанија за производњу текстила која се налазила на речном острву Кренхолм у граду Нарва, у Естонији, близу границе са Русијом. Налази се уз обале реке Нарве, поред великог водопада, 16 км од Балтичког мора. Основао је Лудвиг Кноп 1857. године, трговац памуком из Бремена у Немачкој. У једном тренутку, фабрике за предење и производњу памука компаније биле су највеће на свету; а Кренхолм се у своје време сматрао најважнијом фабриком бившег Руског царства; поседовао је 32.000 хектара земље и запошљавао 12.000 људи.
1872. организован је први штрајк радника у историји Естоније, као и један од најранијих штрајкова радника у читавој тадашњој Руској империји. Након совјетске инвазије и окупације Естоније 1940. године, имовина компаније је национализована. Кренхолмска имовина је поново приватизована 1994. године, три године након што је Естонија поново стекла независност. Нова компанија је отишла у стечај 2010. године и наставила ограничено пословање након куповине од стране групе власника.

## Историја
Острво на коме ће фабрика бити смештена налазило се између два водопада на реци Нарва (Нарова) са погледом на град Нарву. Подручје је било део Шведске све док га није заузело руско царство 1704. године, током Великог северног рата 1700–1721. Само једна мала пилана се налазила на острву током 18. века, јер је богата локална немачка трговачка породица поседовала острво и користила га као уточиште за одмор. Један немачки трговац је направио неуспешан покушај да покрене посао производње вуне на острву током 1820-их; прекинута је 1831.

### Средина 19. века и оснивање Кренхолма
Године 1856, пионир индустрије памука, Лудвиг Кноп, купио је острво Кренхолм за 50.000 рубаља од наследника локалног трговца Сутхофа. Производну компанију је годину дана касније, 1857. године, основао Кноп, заједно са почетним инвеститорима Кузмом Солдатјонковим, Алексејем Хлудовом, Герасимом Хлудовом, Ричардом Барлоуом и Ернстом Колбеом. Била је наведена као акционарска и у почетку се састојала од 400 акција по 5.000 рубаља свака, а компанија је процењена на 2 милиона рубаља. Дозволу је дао цар Александар II 23. јула 1857. Кноп је био генерални директор компаније до своје смрти 1894. године, Јохан Прове га је наследио на овој позицији.
Свечаном полагању камена темељца 30. априла 1857. године присуствовао је низ угледних гостију. Првобитни распоред фабрике састојао се од четири велике зграде и две фабрике. „Лева“ и „десна“ зграда  предионица (корпус) заједно су чинили фабрику за предење, заједно са фабриком за ткање пројектовану по истом концепту. Леви корпус предионице први је завршен у јесен 1857. године, почео је са радом у јесен 1858. године, а касније ће бити познат као „Стара половина” или „Старо крило”. Остале три зграде изграђене су у наредним годинама, а већина радова је завршена око 1862. године. Стално растућа радна снага у фабрици довела до проширења стамбеног простора за раднике током 1860-их. Поред фабрика и домова, током ових година изграђене су и друге зграде: стамбена кућа за канцеларијске раднике, кућа за пословође и надзорнике, мала школска зграда, мала амбуланта и апотека.
Фабрике су изграђене од кречњака из локалног каменолома; сви објекти за раднике изграђени су од балвана. Како је Балтичко море само око 16 км удаљено, подигнута су велика складишта памука у луци на ушћу реке где је памук, увезен директно из Сједињених Држава или Ливерпула, складиштен и по потреби се допремао реком до фабрике. Нова предионица је изграђена на острву 1870. године, а компанија је купила суседно острво Георгијевски 1872. године и ту изградила још један погон 1899. Компанија је такође купила зграду Јоала и претворила је у погон 1884. године, проширивши је 1890. године. Комплекс је у почетку производио платно једноставног ткања, а сировине је добијао из Америке, Египта и Индије. Увођење железничке пруге Санкт Петербург – Талин (Ревал) отворило је тржишта Централне Азије. Године 1893. имао је 340.000 вретена, 22.000 разбоја и запошљавао 7.000 људи. Професор Герхарт фон Шулце-Гаверниц је посетио фабрике 1890-их изјавивши да је „цело место део Енглеске на руском тлу“.
Машине за чешљање и предење биле су из фирме Platt Bros & Co Ltd, из Олдама, из Енглеске. Неки од разбоја су били енглески, али већину их је израђивала фирма у својој ливници и машинској радионици, које су биле додатак фабрици. Покретна снага укључивала је 11 водених турбина укупне снаге 8.550 коњских снага, а коришћене су и допунске парне машине од 700 коњских снага. Седамдесет процената вретена коришћено је за израду предива за продају углавном у Санкт Петербургу и Московском текстилном округу. Посебност фабрике било је предиво од 90 струкова, направљено од египатског предива, за произвођаче гума. Асортиман произведеног предива био је широк, од 3 до 90 струкова, а око 330.000 вретена су биле справе за предење. Ткани текстил се углавном састојао од штампане тканине разних врста састава и сатена. Практично сва роба је за то време отпремана у фабрику у Москви.
Управници и помоћници управника били су углавном Енглези, као и неки Немци и Руси. Већина радника су били Естонци, али се у почетку мали удео руских радника временом повећавао. Компанија је обезбедила болницу, школовање за 1.200 деце, лутеранску цркву (за Естонце и Немце) и руску православну цркву. Запослени су живели у фабрици плаћајући номиналну кирију. Власници су обезбеђивали месечну накнаду и пансион за раднике који су у фабрици провели дуже од 30 година.

### Штрајк из 1872.
У фабрици је дошло до избијања колере која је почела да се шири међу радницима 21. јула 1872. Покрајински медицински инспектор др Јохан-Едуард фон Фалк истражио је догађај и датирао временску линију избијања од 21. јула до 21. септембра. На крају је пријавио 503 инфекције и 334 смртна случаја у фабрици, иако су ове континуирано ревидиране процене оспоравали и радници и спољни савременици који су веровали да су прави бројеви били много већи. У тешким условима рада и живота, запослени у фабрици кривили су управу фабрике због немогућности да реагује на све веће ширење болести. Дана 9. августа, зидари који су радили у фабрици за то време тражили су заостале плате и дозволу да напусте фабрику док се болест не смири, али им је управа одбила захтев.
Након одбијања њихових првобитних захтева истог дана, група од 120 зидара отишла је до града Нарве да покуша да добије помоћ од привремене владе. Њихов састанак са шефом регионалне канцеларије царске жандармерије био је неуспешан и зидари су се те ноћи вратили на острво. Када су се вратили у фабрику, почели су марширати око фабрике у знак протеста. Следећег дана мајор Николај Андрејанов, шеф регионалне канцеларије којој су се зидари обратили у Нарви, добио је наређење да се у фабрици уведу боље мере предострожности против епидемије и да отпусти све зидаре који се жале. Само 190 од 450 чланова зидарског удружења (артела) остало је у фабрици, али мање од недељу дана касније случајеви колере су достигли врхунац и они који су дезертирали почели су да се враћају у фабрику. Након овог догађаја зидари више нису учествовали у споровима.
Током 14. августа 1872. године, само неколико дана након демонстрација зидара, око 500 од 900 ткача у фабрикама окупило се у канцеларији директора фабрике и захтевало боље услове рада. Ово је вероватно покренуто тако што су прозори у фабрици остављени отворени из хигијенских разлога, а пошто је радницима било хладно, хтели су да их затворе. Ернст Колбе, тадашњи директор и главни акционар фабрике, затражио је помоћ од жандармске канцеларије у Нарви када су радници почели да захтевају више од самог затварања прозора. Мајор Андрејанов је стигао са још три официра да надгледа преговоре између Колбеа и десет ткача које су сами изабрали међу собом. Након постављања захтева, Колбе је тврдио да ће власници морати да дођу у фабрику из Москве да би дозволили ове промене, па су радници пристали да сачекају и наставе да раде под садашњим условима. Током целе недеље коју су чекали, више радника из фабрике придружило се колективу оних који су тражили промене. Раднички колектив је 21. августа преговарао о својим ревидираним захтевима са два власника из Москве, укључујући првобитног и главног инвеститора Лудвига Кнопа, са гувернером покрајине који је био присутан за посредовање. Током дана неки од захтева су испуњени радницима, укључујући нешто краћи радни дан и повећане плате.
Дана 9. септембра 1872. поднета је контрапетиција коју су потписала 24 радника који су, вероватно у тандему са менаџментом, желели да се врате стари начини Кренхолма. Група радника је о томе обавештена у фабричкој кафани и кренула ка кући директора фабрике у знак протеста. Маса је мирним путем разишла, али су радници послали представнике у жандармеријску канцеларију у Нарви да апелују на владу о противревизији. Састанак са гувернером је одбијен, иако је Андрејанов предложио да своју забринутост за сада изнесу шефу полиције, кога су радници пристали да сачекају. Касније током дана, чувши за нереде претходне ноћи из угла директора фабрике, окружни начелник полиције Хакенрихтер Жирар ухапсио је 6 делегата радника. Они су осуђени на недељу дана у затвору у Нарви због поступака претходне ноћи.
Следећег јутра у фабрици су ухапшени још неки радници. Након што су обавештени о томе шта се догодило претходног дана, 200 ткача напустило је своја радна места да захтевају ослобађање својих сарадника. Радници су се наоружали тупим предметима и вратили се поподне да опколе канцеларију у којој су били менаџери и полиција, истовремено блокирајући мост који повезује острво са његовом западном обалом. Друга група радника, процењена на неколико стотина људи, кренула је у Нарву да захтева ослобађање затворених радника. Локалне власти и руководство фабрике су позвали војску. У сумрак је стигло 220 војника и растерало масу, одржавајући ред у фабрици током целе ноћи. Следећег јутра настављени су сукоби између радника и војника, јер су велике групе радника и даље одбијале да раде и покушавале су да спрече своје покорне сараднике да уђу у фабрику. До поднева руководство је послало кући оне који су се јавили на посао и фабрика је била затворена тог дана. У немогућности да обузда сада насилне акције побуњених радника, покрајински гувернер и цео један царски пук позвани су да заведу ред. Стигли су до 18 часова и успели су да обуставе све радничке активности. Ово је био први велики индустријски штрајк у Естонији.
Следећег јутра водила се истрага о томе шта се догодило у претходна два дана. Војници су наставили да хапсе раднике који су били хушкачи до петка, 15. септембра 1872. По повлачењу војних трупа крајем недеље, гувернер је дао налоге да се преоријентишу локалне полицијске и безбедносне организације како би боље одговориле на проблеме у фабрици, узурпирајући шефа фабричке полиције и суштински распуштајући њене снаге. Управа округа је од 18.  до 28. септембра 1872. године одржала посебну седницу ради разматрања криминалних радњи штрајка, оптужено је 29 радника. Спорови између радника и менаџмента трајали су током септембра и октобра, па је 17. октобра усвојена комисија коју је спонзорисала држава. Размотрили су тренутно стање у фабрици и поднели извештај 15. новембра. Коначне одлуке су биле да Кренхолм подлеже законима земље (поништавајући претходни статут који је уграђен у фабрику), сталне полицијске снаге које је именовао гувернер биће додељене фабрици, а стари систем новчаних казни радника ће бити замењен новијим, „праведнијим” према радницима. Само неке од ових мера су заиста спроведене у фабрици пошто је државни надзор ослабио.
Десет година касније, 1882. године, у фабрици је одржан други раднички штрајк. Колектив ткача изашао је да се поново суочи са менаџментом у вези са притужбама у вези са надокнадом и животом у фабрици; уследила је блокада и три батаљона су позвана у Кренхолм пошто је влада очекивала да ће немири почети поново. Војска је била присутна недељу дана док је штрајк настављен, иако су мале групе радника у међувремену почеле да се враћају у фабрику. Неки радници који су предузели насилне акције су ухапшени, а фабрика се вратила у нормалан рад следеће недеље.

### 20. век
Кнопови синови Теодор и Андреас преузели су фабрику као директори када је Јохан Прове преминуо 1901. Кренхолм је у то време доминирао локалном економијом у Нарви. Године 1903. компанија је производила сатен, лустрин, муслин и батист. Плате исплаћене 1910. износиле су 1.370.000 долара. Те године је искоришћено 74.660 бала памука, од чега је утрошено 34.861.796 фунти предива и 159.994 комада платна (у просеку по 45 јарди). Пре Првог светског рата ова фабрика је запошљавала 10.400 људи и производила 17.500 хиљада тона предива и 75 милиона метара тканина годишње, што је износило око 10% производње памучног платна у царству. Процена компаније за то време је сада била око 12 милиона сребрних рубаља, а њена имовина је износила 25 милијарди рубаља. Била је један од највећих произвођача текстила на свету.
Пред крај Првог светског рата 1918. године немачка војска је заузела Нарву. Фабрика је производила завоје и тканине за немачке ратне потребе док је била окупирана. Током њиховог повлачења исте године, немачка војска је са собом понела Кренхолмове залихе памука, остављајући компанију без икаквих сировина за производњу након завршетка рата.
Како је Естонија постала независна држава 1918. године, то је довело до губитка приступа руским тржиштима. Године 1921. било је само 1.453 запослених и естонска памучна индустрија је доживела кризу. Иако је фабрика била приморана да смањи своју радну снагу и укупну производњу, компанија је убрзо успела да уђе на друга страна тржишта и постигне комерцијални успех у независној Републици Естонији током 1920-их и 1930-их. Године 1939. фабрика је имала 2.736 запослених. Како је током Другог светског рата Совјетски Савез напао и окупирао Естонију 1940. године, нови совјетски стаљинистички режим је национализовао објекте у Кренхолму заједно са свим осталим индустријама у окупираној земљи.
Прву наредбу за национализацију Кренхолма дале су стаљинистичке власти 29. јула 1940. За првог директора фабрике у новом режиму предложен је Константин Коско. Током совјетске окупације Естоније 1940–1941, фабрика је изгубила приступ европским тржиштима, али је совјетски режим био у могућности да повећа производњу како би задовољио потребе сопственог унутрашњег тржишта. Нацистичка немачка војска заузела је Нарву 18. августа 1941. и наставила да је користи за снабдевање нацистичких немачких ратних потреба. Када је совјетска армија поново заузела Нарву 26. јула 1944. године, град је био уништен, фабрика је постала неупотребљива, а штета која јој је причињена износила је око 250 милиона совјетских рубаља. Ипак, стаљинистичке власти су одлучиле да обнове фабрику „како би служила Совјетском Савезу“.
Током совјетске окупације Естоније 1944–1991, фабрика Кренхолм је претворена у велико „социјалистичко индустријско предузеће“ које је заправо било вођено командама совјетске планске економије уместо било каквом тежњом за профитом. Од 1945. до 1955. фабрика је порасла са 208 запослених, 58.368 вретена и 42 разбоја на 9.360 запослених, 222.516 вретена и 4.091 разбој. 1960. године, ткаља у фабрици по имену Таисија Марченко добила је титулу Хероја социјалистичког рада. До 1960-их година предузеће се вратило на врхунац своје производње и постало један од највећих произвођача текстила у бившем Совјетском Савезу. Кренхолм је проширио своје капацитете и понуду производа, посебно додајући уметнички дизајн. За то време запослено је око 12.500 људи.
Почетком 1970-их, совјетско предузеће је користило 13 000 ха земље и запошљавало 12.000 људи. Од 1981. до 1985. Кренхолм је прошао кроз реструктурирање које је повећало резултате и побољшало услове рада. Године 1985. Кренхолм је био једно од три предузећа одабрана у Естонији да експериментишу са извозом производа ван СССР-а и уласком на страна тржишта. Ово је повећало Кренхолмове инвестиције и понуду производа, што је довело до врхунца извоза од 4 милиона долара у 1989. и 1990. После 1986. године, компанија није морала да се ослања на одобрења Министарства текстила у Москви, јер је добила овлашћење да самостално извози своју робу.
Након што је Естонија обновила своју независност 1991. године, Кренхолм је морао да прође кроз тешку транзицију прелазећи на глобалну тржишну економију. Национална влада је основала Kreenholm Manufacturing State Enterprise како би помогла у обнављању производње. Процес приватизације у Естонији започео је 1994. године, а 1. јануара 1995. шведска компанија Borås Wäfveri AB је купила предузеће. Преименовано је у Krenholm Group, а престројавање је укључивало неколико производних јединица. Такође је поседовало велике продајне подружнице. Нарва је постала главна производна локација за групу, а од 1999. Borås Wäfveri AB је поседовао све акције групе.

### 21. век
Године 2000. Кренхолмова продаја је достигла врхунац тржишне економије са 1,24 милиона круна. Компанија је извезла 86% своје производње у 2001. години, од чега је већина ишла на тржишта ЕУ и САД. У 2002. години компанија је запошљавала 4.900 људи. Током раних 2000-их компанија је изгубила новац и отишла у реструктурирање; многи запослени су остали без посла. Компанија је 2003. године била принуђена да отпусти 170 радника након затварања своје предионице. Почетком 2004. године, компанија је имала 4.600 радника, од којих је још 400 отпуштено у априлу 2004. За то време, Светска банка је препоручила да компанија треба да смањи своју радну снагу на 3.800 како би избегла финансијску кризу. Усред отпуштања, синдикати Нарве одржали су тихи протест испред седишта Кренхолма. Упркос проблемима, компанија је успела да остане на површини захваљујући финансирању добијеном од естонских банака и Међународне финансијске корпорације. Године 2007. Narva Gate PLC је купио земљиште на којем се налазио Кренхолм.
У компанији Кренхолм је коначно проглашен банкрот у новембру 2010. Купила га је шведска компанија Prod i Ronneby AB чија ће придружена компанија у Нарви, Еуротекстил, наставити неке од послова; у тренутку проглашења банкрота било је запослено око 500 људи, уз дуг од 9,5 милиона евра који још увек припада произвођачу. До 2012. године, председник компаније је изјавио да би било „апсолутно немогуће“ вратити претходни обим пословања. Тренутно се планира изградња производног културног кварта на локацији Кренхолм.